# Мая Георгиева (гимнастичка)
Мая Веселинова Георгиева е бивша национална състезателка по художествена гимнастика, заслужил майстор на спорта (1977).

## Биография
Мая Георгиева е родена на 10 октомври 1962 г. в Кюстендил, където започва да тренира в местната школа по художествена гимнастика.
Сребърна медалистка с ансамбловото съчетание от Световното първенство през 1977 г., бронзова медалистка с ансамбловото съчетание от Световното първенство през 1979 г. Европейска шампионка с ансамбловото съчетание от Европейското първенство през 1978 г.